# Regiunea Mayo-Kebbi Ouest
Regiunea Mayo-Kebbi Ouest este una dintre cele 22 unități administrativ-teritoriale de gradul I ale statului Ciad. Reședința sa este orașul Pala.